# بلال بن مرداس
بلال بن مرداس الفزاري ابن أبي موسى النصيبى، مُحدث من تبع التابعين، وكان واليًا على المدائن، روى له أبو داود، والترمذي، وابن ماجه، حديثًا واحدًا عن أنس بن مالك.

## سيرته
بلال بن مرداس، ويُقال: ابن أَبي مُوسَى الفزاري النصيبي، جاء في الأخبار أنه تولى المدائن، ودخل عليه عكرمة مولى ابن عباس فأجازه بثلاثة آلاف، فقبضها منه.

## روايته للحديث النبوي
- روى عن: أنس بن مالك، وقيل: عن خيثمة بن أبي خيثمة البصري، وشهر بن حوشب، ووهب بن كيسان.
- روى عنه: إِسْمَاعِيل بْن عَبْد الرحمن السدي، وعبد الأعلى بن عامر الثعلبي، وليث بن أبي سليم، وأبو حنيفة النعمان.[1]
- الجرح والتعديل: روى له أبو داود، والترمذي، وابن ماجه، حديثًا واحدًا عن أنس بن مالك: «من ابتغى القضاء، وسأل فيه الشفعاء»،[1] ذكره ابن حبان في كتاب الثقات في أتباع التابعين، وخرّج ابن خزيمة حديثه في صحيحه.[2]